# لومتس (ناحیه کلاتووی)
لومتس (به چکی: Lomec) یک منطقهٔ مسکونی در جمهوری چک است که در ناحیه کلاتووی واقع شده‌است. لومتس ۳٫۶ کیلومتر مربع مساحت و ۱۲۹ نفر جمعیت دارد و ۴۱۳ متر بالاتر از سطح دریا واقع شده‌است.